# جوناثان بوتير
جوناثان بوتير (14 فبراير 1971 - ) (بالإنجليزية: Jonathan Potter)‏ هو لاعب كريكت بريطاني.